# Biotech
Biotech fue un grupo de rock fundado a mediados de los años 90 en Oviedo, Asturias.
Dos de sus integrantes, Guillermo Mariño y Marcos Munguía (Junto a Marco Álvarez, antiguo baterista de Avalanch) forman el trío de rock alternativo MalaTesta, que en 2022 publica su primer disco, titulado "El Instante Perfecto"

## Miembros
La última formación del grupo era:
- Guillermo Mariño (guitarra)
- Marcos Mungía (guitarra y voz)
- Miguel A. Iglesias (bajo)
- Ramón Covelo (batería)

Otros miembros anteriores fueron Pablo Marcos, que cantó y tocó el violín eléctrico hasta 2003; Dev, guitarrista; y Peña, batería.

## Discografía
- Simbiosis (maqueta, 1997)
- Transgenic Music (2001)
- Indivisible (2003)
- Inédito (2005)[1]